# Sid Smith (autor)
Sid Smith – brytyjski dziennikarz muzyczny i pisarz-freelancer, najbardziej znany jako internetowy kronikarz King Crimson oraz autor książki o tym zespole. Okazjonalnie również muzyk.

## Życiorys i działalność
Sid Smith dorastał w latach 60. będąc, razem ze starszą siostrą Lesley, pod wpływem ówczesnej popkultury, zwłaszcza The Beatles. Dzięki siostrze, miłośniczce muzyki poznał takie zespoły jak: Cream, Free, Deep Purple i Led Zeppelin. Od 1971 roku jest fanem zespołu  King Crimson. Od 1999 roku prowadził internetowy dziennik na internetowej stronie King Crimson. Prowadzi również kilka własnych blogów recenzenckich, między innymi: Sid Smith's Reviews From The Yellow Room i Sid Smith's Postcards From The Yellow Room. 
Jako pisarz-freelancer pisał artykuły i recenzje dla różnych wydawnictw muzycznych, takich jak: Prog, Mojo, Classic Rock, Record Collector, Q i Uncut.
W 2001 roku opublikował książkę In the Court of King Crimson (wydaną również po polsku pod tytułem: Na Dworze Karmazynowego Króla). Od momentu jej wydania stał się, zgodnie z sugestią Roberta Frippa, oficjalnym dokumentalistą zespołu, zarządzającym większością treści zamieszczanych na stronie DGMLive, poświęconej zagadnieniom związanym z King Crimson, Robertem Frippem oraz pokrewnymi zagadnieniami. Napisał również większość not informacyjnych do wydawnictw Crimson, przede wszystkim do box setów wydanych z okazji 40. rocznicy powstania zespołu, które rozpoczęły się w 2009 roku od sześciopłytowego In the Court of the Crimson King. W 2019 roku wydał rozszerzoną wersję książki o King Crimson, In the Court of King Crimson: An Observation Over 50 Years.

## Muzyka
29 marca 2013 roku wspólnie z Ianem Boddym i Jane Molloy wydał (w formacie digital download) album Other Rooms

## Książki
- In the Court of King Crimson (2001, ISBN 978-1900924269)
- In the Court of King Crimson: An Observation Over 50 Years (2019, ISBN 978-1916153004)